# Liga Sarda
La Liga Sarda fue un movimiento independentista de tintes nacionalistas, fundado por Bastià Pirisi después de la Segunda Guerra Mundial.
Después del armisticio de 1943 y el abandono de las tropas alemanas, Cerdeña atravesó un periodo de aislamiento de la península italiana y Pirisi, antiguo militar del Partito Sardo d'Azione (Partido Sardo de Acción), de Roma, donde residía, buscó formar un movimiento que, aprovechando la grave situación en la que se encontraba Italia se hiciera propugnador de la independencia.
- Datos: Q9022446